# 鄧福如

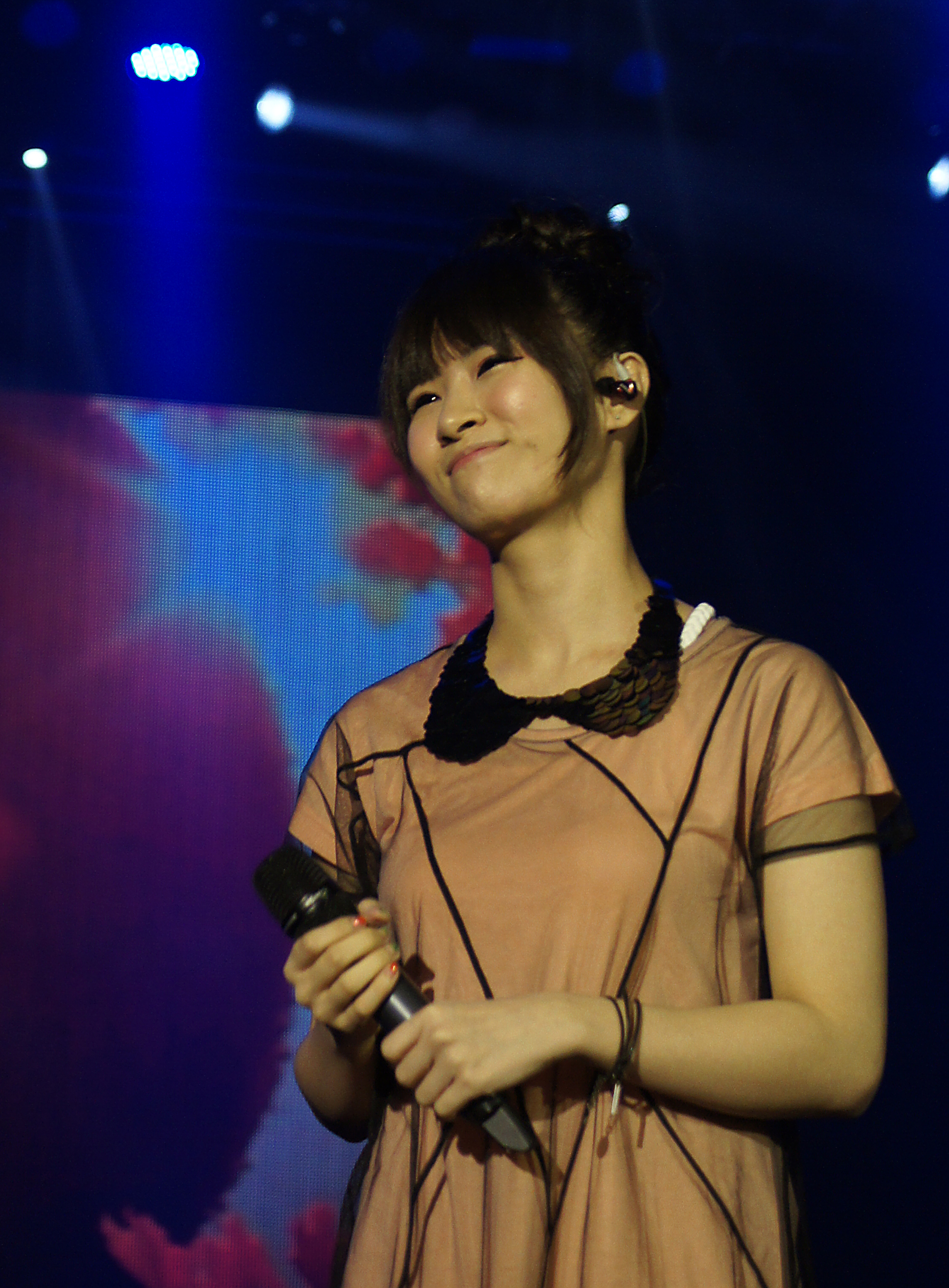
鄧福如（2013年）

鄧福如（タン・フールー、A-FÜ、1987年6月20日 - ）は、台湾新竹市出身の歌手である。阿福（アフー）の愛称で知られる。世新大学卒業。豐華唱片(Forward Music)所属。

## 来歴
YouTubeに、ブルーノ・マーズが参加したB.o.Bの「Nothing on You」のカバー動画を投稿したところ、人気動画となりデビューに至った。Yahoo!奇摩で2011年の新人歌手賞を受賞した。
2013年4月20日には初来日し、第9回「音楽のまち・かわさき アジア交流音楽祭」に出演した。
2019年2月14日、台湾のYouTuber HowHow（陳孜昊）と結婚。
2021年1月28日、第一子を出産。

## 音楽作品

### アルバム
- 原來如此！！（zh:原來如此！！） - 2011年5月27日発売
- 台湾映画「志氣」テーマ曲「讓我愛上我」（オリジナルサウンドトラック「志氣電影原聲帶」内収録） - 2013年1月25日発売
- 天空島（zh:天空島_(專輯)） - 2013年6月7日発売
- 自成一派（zh:自成一派） - 2015年6月19日発売

### ミニアルバム
- 你好，哈波尼斯（zh:你好，哈波尼斯） - 2012年3月7日発売

### シングル
- 在我們的星球眼淚不超過三秒（zh:在我們的星球眼淚不超過三秒） - 2020年3月12日発売
- 能不能想起我（zh:能不能想起我） - 2020年11月5日発売

## 受賞記録
- 2012年5月15日－zh:第23屆金曲獎《最優秀新人賞》